# 진짜 사나이 300의 출연자 목록
이 문서에는 MBC〈진짜 사나이 300〉의 출연자 목록을 담고 있습니다.

## 장교 특집 출연진
- 방송 기간 : 2018년 9월 21일 ~ 2018년 11월 2일
- 출연진 입대일 및 장소 : 2018년 7월 29일 / 육군 3사관학교

| 출연진      | 방송 기간                         | 비고                                                           |
| ----------- | --------------------------------- | -------------------------------------------------------------- |
| 김호영      | 2018년 9월 21일 ~ 2018년 9월 28일 | 다리부상으로 인한 중간 하차 (퇴교)                             |
| 강지환      | 2018년 9월 21일 ~ 2018년 11월 2일 | 드라마 촬영으로 인한 후속편(특수전학교) 하차                   |
| 안현수      | 2018년 9월 21일 ~ 2018년 11월 2일 |                                                                |
| 매튜 다우마 | 2018년 9월 21일 ~ 2018년 11월 2일 |                                                                |
| 홍석        | 2018년 9월 21일 ~ 2018년 11월 2일 |                                                                |
| 오윤아      | 2018년 9월 21일 ~ 2018년 11월 2일 |                                                                |
| 이유비      | 2018년 9월 21일 ~ 2018년 11월 2일 |                                                                |
| 김재화      | 2018년 9월 21일 ~ 2018년 11월 2일 |                                                                |
| 리사        | 2018년 9월 21일 ~ 2018년 11월 2일 | 발목부상으로 인한 후속편(특수전학교) 하차 (임관불허, 교육수료) |
| 신지        | 2018년 9월 21일 ~ 2018년 11월 2일 | 발목부상으로 인한 후속편(특수전학교) 하차 (임관불허, 교육수료) |

## 특수전학교 출연진
- 방송 기간 : 2018년 11월 9일 ~ 2019년 1월 25일
- 출연진 입대일 및 장소 : 2018년 10월 8일 / 특수전학교

| 출연진      | 방송 기간                         | 비고 |
| ----------- | --------------------------------- | ---- |
| 오지호      | 2018년 11월 9일 ~ 2019년 1월 25일 |      |
| 이정현      | 2018년 11월 9일 ~ 2019년 1월 25일 |      |
| 감스트      | 2018년 11월 9일 ~ 2019년 1월 25일 |      |
| 산다라박    | 2018년 11월 9일 ~ 2019년 1월 25일 |      |
| 주이        | 2018년 11월 9일 ~ 2019년 1월 25일 |      |
| 안현수      | 2018년 11월 9일 ~ 2019년 1월 25일 |      |
| 매튜 다우마 | 2018년 11월 9일 ~ 2019년 1월 25일 |      |
| 홍석        | 2018년 11월 9일 ~ 2019년 1월 25일 |      |
| 오윤아      | 2018년 11월 9일 ~ 2019년 1월 25일 |      |
| 김재화      | 2018년 11월 9일 ~ 2019년 1월 25일 |      |

## 백골부대 출연진
- 방송 기간 : 2018년 11월 23일 ~ 2019년 1월 25일
- 출연진 입대일 및 장소 : 2018년 9월 3일 / 백골부대

| 출연진 | 방송 기간                          | 비고 |
| ------ | ---------------------------------- | ---- |
| 셔누   | 2018년 11월 23일 ~ 2019년 1월 18일 |      |
| 박재민 | 2018년 11월 23일 ~ 2019년 1월 25일 |      |
| 김재우 | 2018년 11월 23일 ~ 2019년 1월 18일 |      |
| 루카스 | 2018년 11월 23일 ~ 2019년 1월 11일 |      |
| 최윤영 | 2018년 11월 23일 ~ 2019년 1월 18일 |      |
| 라비   | 2018년 11월 23일 ~ 2019년 1월 18일 |      |
| 조현   | 2018년 11월 23일 ~ 2019년 1월 11일 |      |
| 나르샤 | 2018년 11월 23일 ~ 2019년 1월 11일 |      |
| 김희정 | 2018년 11월 23일 ~ 2019년 1월 11일 |      |
| 은서   | 2018년 11월 23일 ~ 2019년 1월 25일 |      |